# Igreja da Sagrada Família (Iracema)
A Igreja da Sagrada Família é uma igreja de rito bizantino-ucraniano construída na localidade de Iracema, no distrito de Iraputã, município de Itaiópolis, Santa Catarina, Brasil, considerada um marco da imigração ucraniana no país. A igreja pertence à Metropolia Católica Ucraniana São João Batista.

## Construção

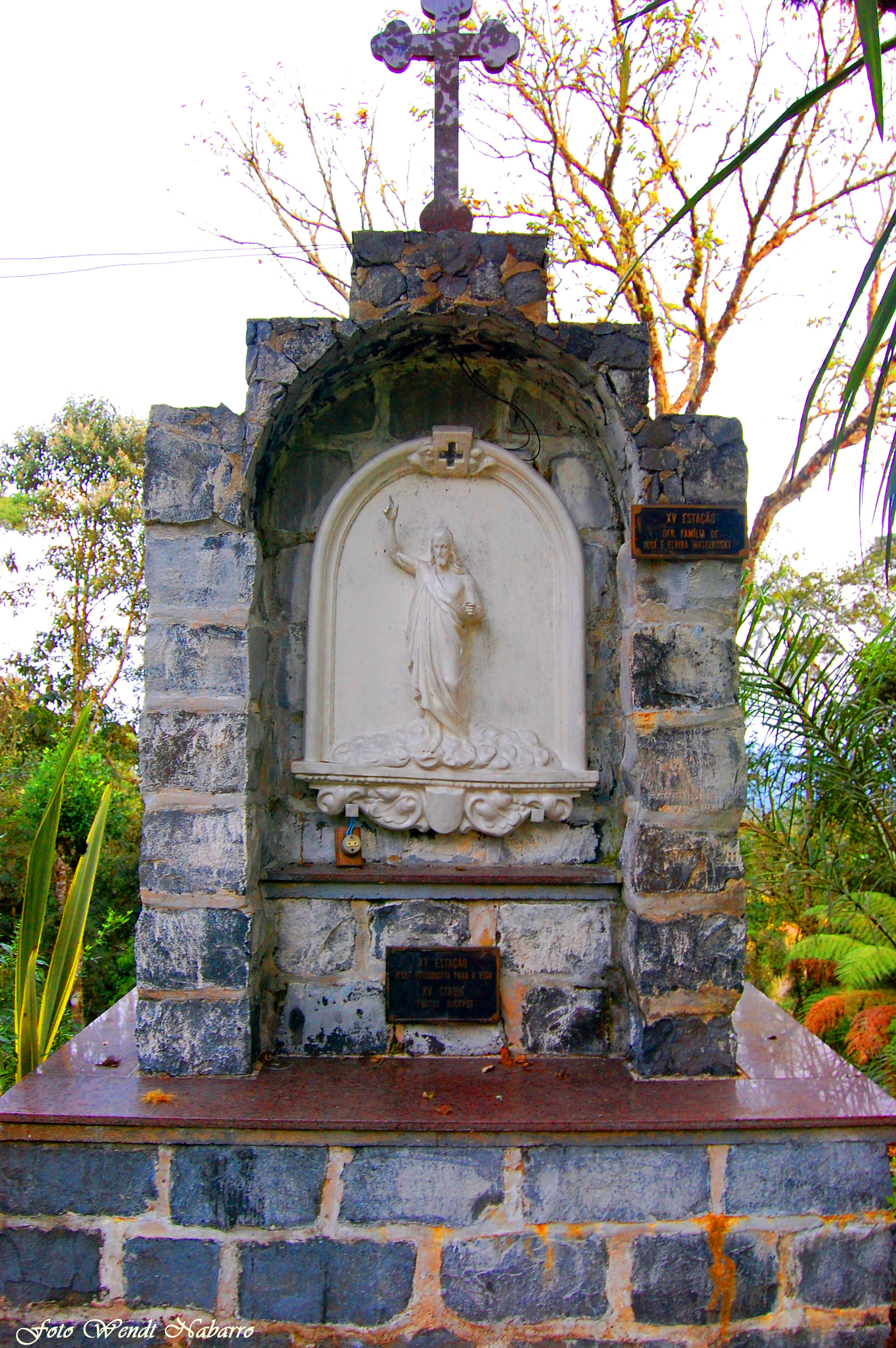
Uma das Estações da Via-Sacra no Morro do Calvário, em Iracema.

A Paróquia da Sagrada Família, da Ordem dos Padres Basilianos, Rito Bizantino Ucraniano Católico, foi criada por decreto por volta de 1903, porém a primeira capela, em madeira, foi construída entre 1897 e 1898, pelo Padre Clemente Bjukovski. A pequena capela inicial era dedicada a São José, e foi a terceira igreja construída no município de Itaiópolis (a primeira seria a de Xavier da Silva, também bizantina, em 1895, e a segunda a capela Santo Estanislau, católica apostólica romana, em 1896).
Entre 1907 e 1910, o Padre Clemente Bujkovksi construiu uma igreja maior, em madeira, que também recebeu o nome de São José e, em 1917, foi construído o campanário e o Seminário Maior dos Padres Basilianos. Todo esse complexo pegou fogo, porém, em primeiro de maio de 1955 e foi construída a nova igreja de Iracema, em 1959, sendo então consagrada, pelo Bispo Dom José Martenetz, à Sagrada Família, nome atual da Igreja de Iracema.

## Histórico

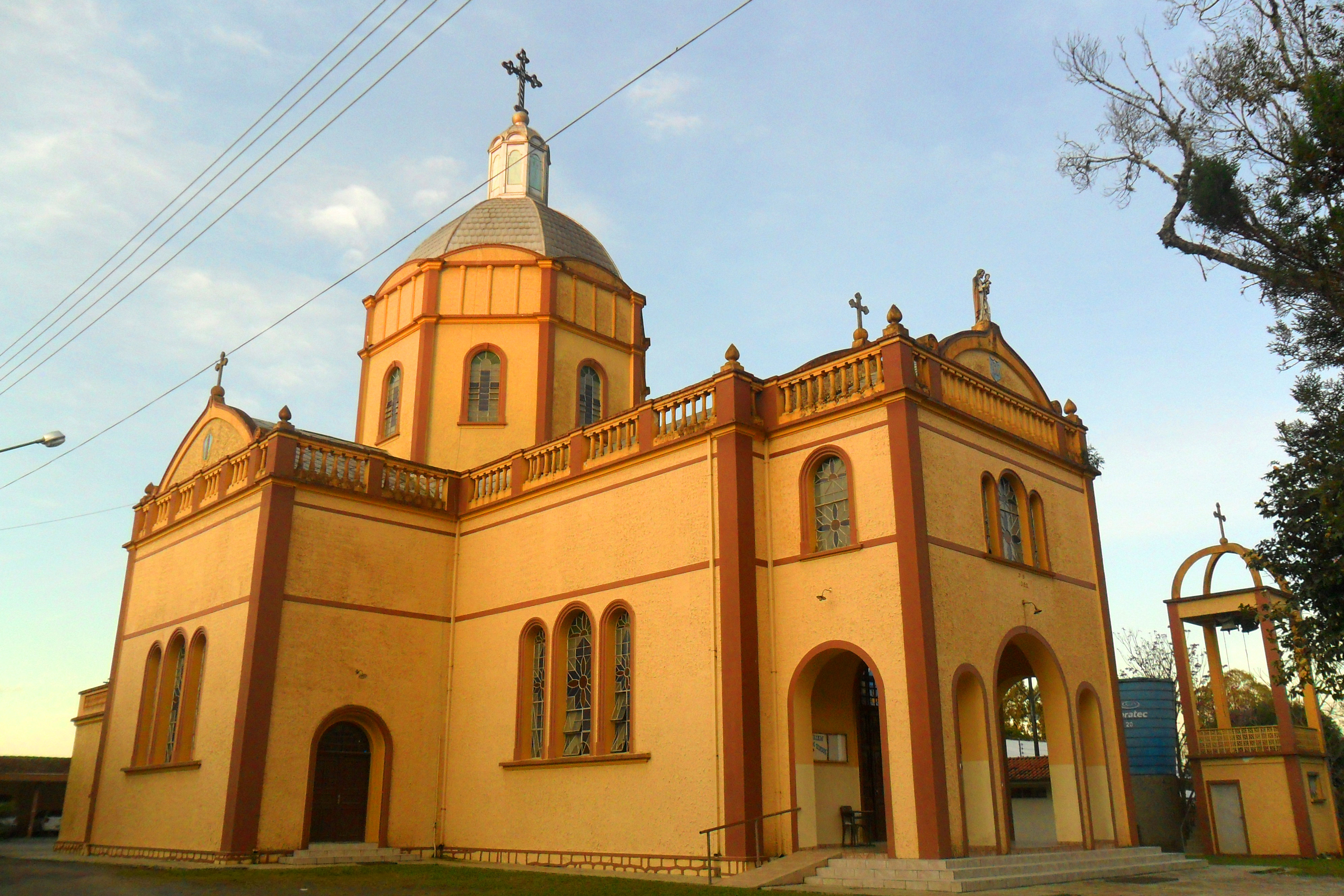
Igreja da Sagrada Família

Os Estados do Paraná e Santa Catarina foram palcos da imigração ucraniana desde os últimos decênios do século dezenove, e a maioria desses imigrantes era pertencente ao Rito Ucraniano Católico, fazendo questão de receber e ter em seus centros de colonização seus próprios padres seculares e religiosos, os Padres Brasilianos, e as congregações religiosas femininas, sendo as Irmãs Servas de Maria Imaculada, provenientes da Ucrânia Ocidental, a mais numerosa, e presente em várias localidades no sul do Brasil. Em 1911, sete Irmãs Servas de Maria Imaculada foram enviadas da Ucrânia ao Brasil, abrindo uma casa em Prudentópolis, Paraná, com quatro religiosas, e outra em Iracema, Itaiópolis, Santa Catarina, com três religiosas (Irmã Olga Lukash, Irmã Helena Kucher e Irmã Salomia Kovalyshyn). Foi em 17 de abril de 1911 que os habitantes ucranianos da pequena comunidade de Iracema, em Itaiópolis, Santa Catarina, receberam as tão aguardadas Irmãs.
Antes dessa chegada dos religiosos ucranianos, porém, os imigrantes ucranianos já se preparavam para manter seus ritos, e considera-se historicamente que, em Santa Catarina, foi construída a primeira capela de rito ucraniano em 1895, e foi construída exatamente no município de Itaiópolis, na localidade de Xavier da Silva, inicialmente dedicada a Santo Antônio, mudando depois para Capela de Nossa Senhora do Perpétuo Socorro. Em 1897, seria construída então, pelos ucrnianos, a que seria a segunda igreja de rito bizantino-ucraniano de Itaiópolis, atual Igreja da Sagrada Família, que pertence à Metropolia Católica Ucraniana São João Batista. Define-se como Metropolia uma parte da Igreja Católica Ucraniana de Rito Bizantino Ucraniano ligada à Santa Sé, e que segue as determinações do Papa. Está vinculada ao Arcebispado Maior, com sede em Kiev, Ucrânia, e à Conferência Nacional dos Bispos do Brasil (CNBB).

## Características

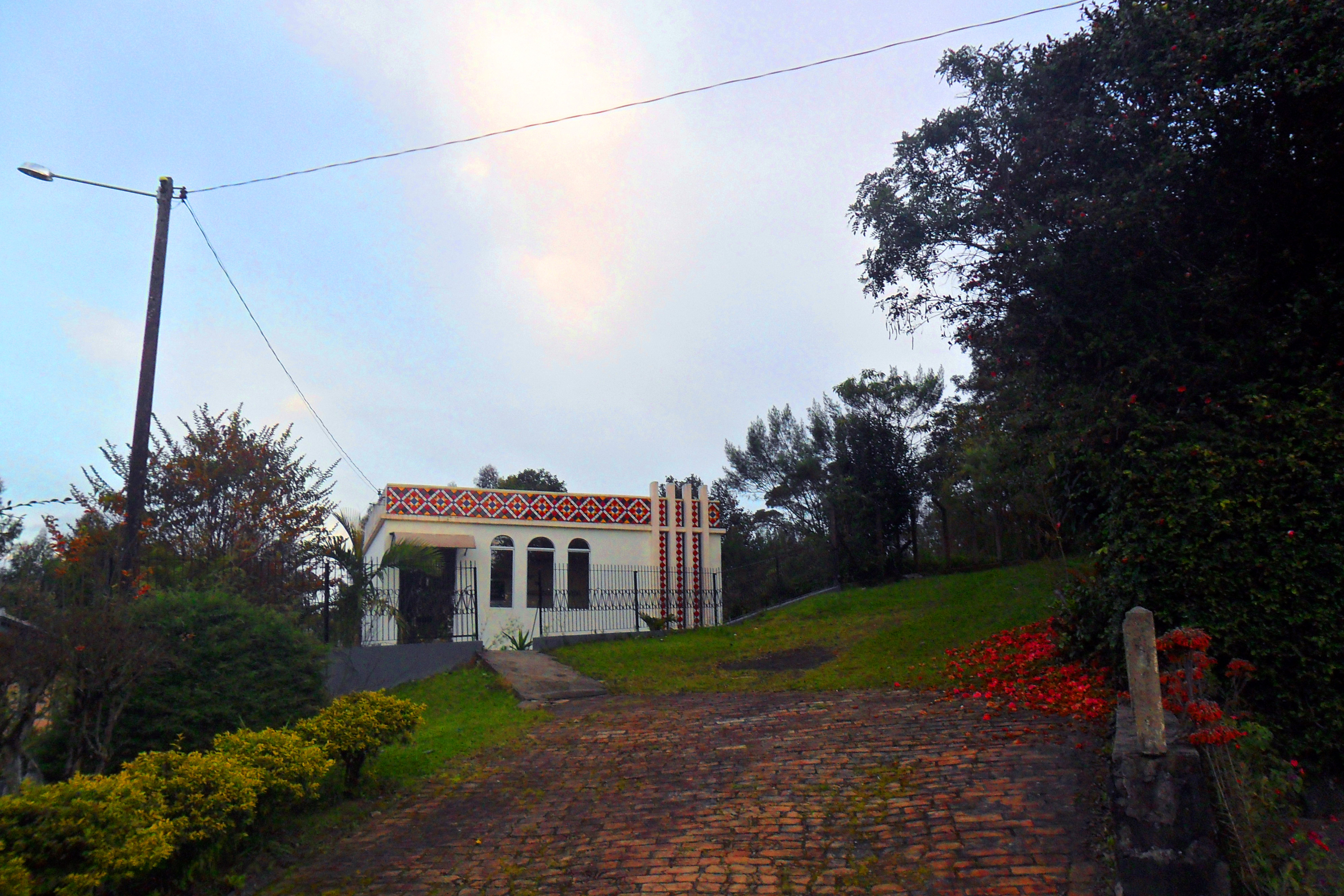
Centro de Tradições Ucranianas

A igreja da Sagrada Família conta com todo um complexo em seu entorno, que engloba um coreto, uma gruta dedicada a Nossa Senhora de Lourdes, e o Morro do Calvário.
No Morro do Calvário foram construídas as estações da Via-Sacra, que culminam com um altar erguido no alto do Morro. Anualmente a Paróquia de Iracema promove a Romaria Penitencial, que resgata a identidade e a fé da cultura ucraniana. O evento começa com a recepção dos romeiros, e após essa recepção ocorre a benção da água na gruta, quando se inicia a subida ao Morro do Calvário, em procissão.
Ao lado dessas construções encontra-se o Centro de Tradições Ucranianas, que foi inaugurado em março de 2013, durante a XXXIII Romaria Penitencial, e é um espaço de exposição e venda do artesanato tradicional, das pêssankas e do bordado ucraniano, realizado por meio do PROMOART e gerido pelas Irmãs Servas de Maria Imaculada em prol da preservação e divulgação da cultura ucraniana em Iracema.

## Galeria de fotos

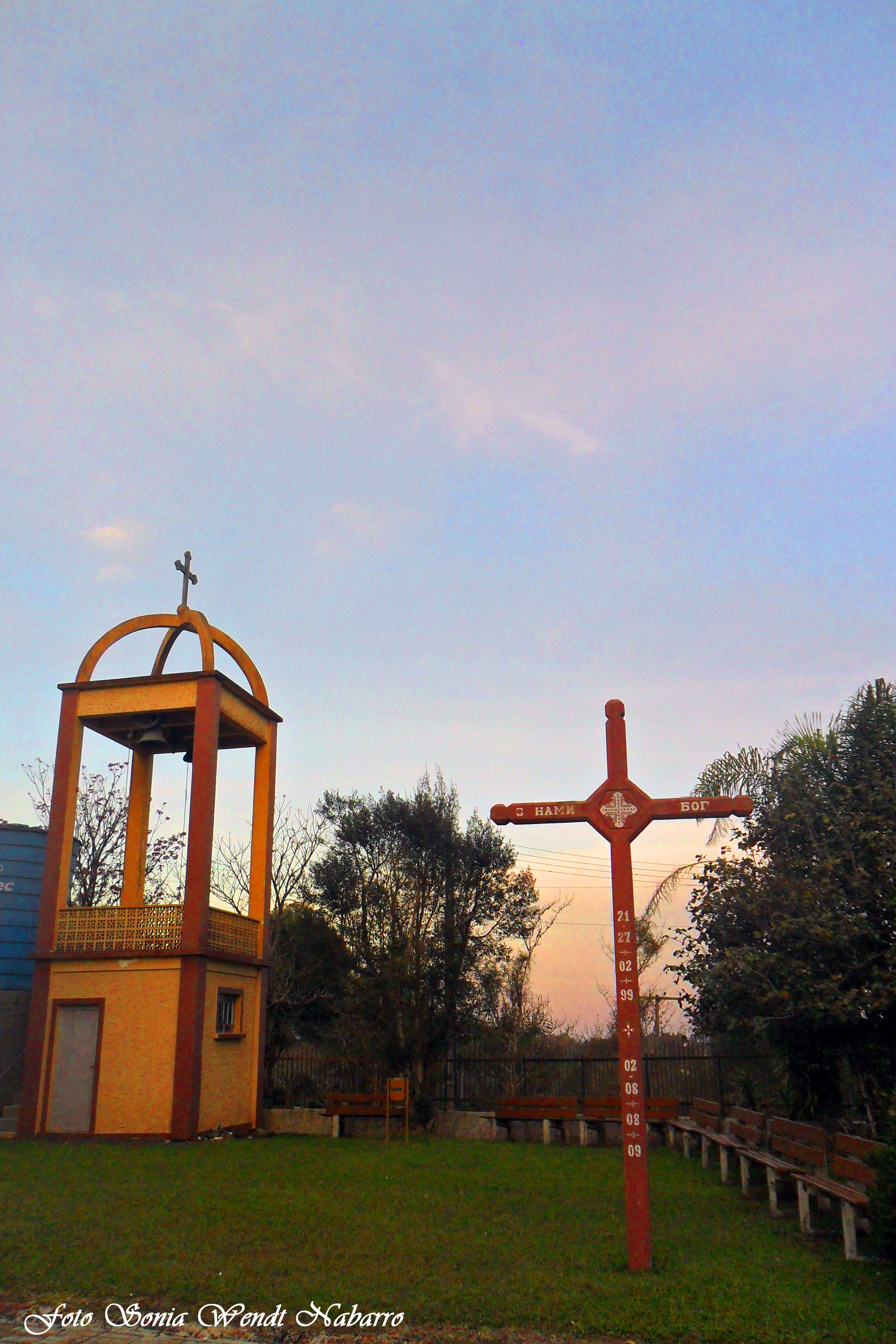
Campanário da Igreja da Sagrada Família
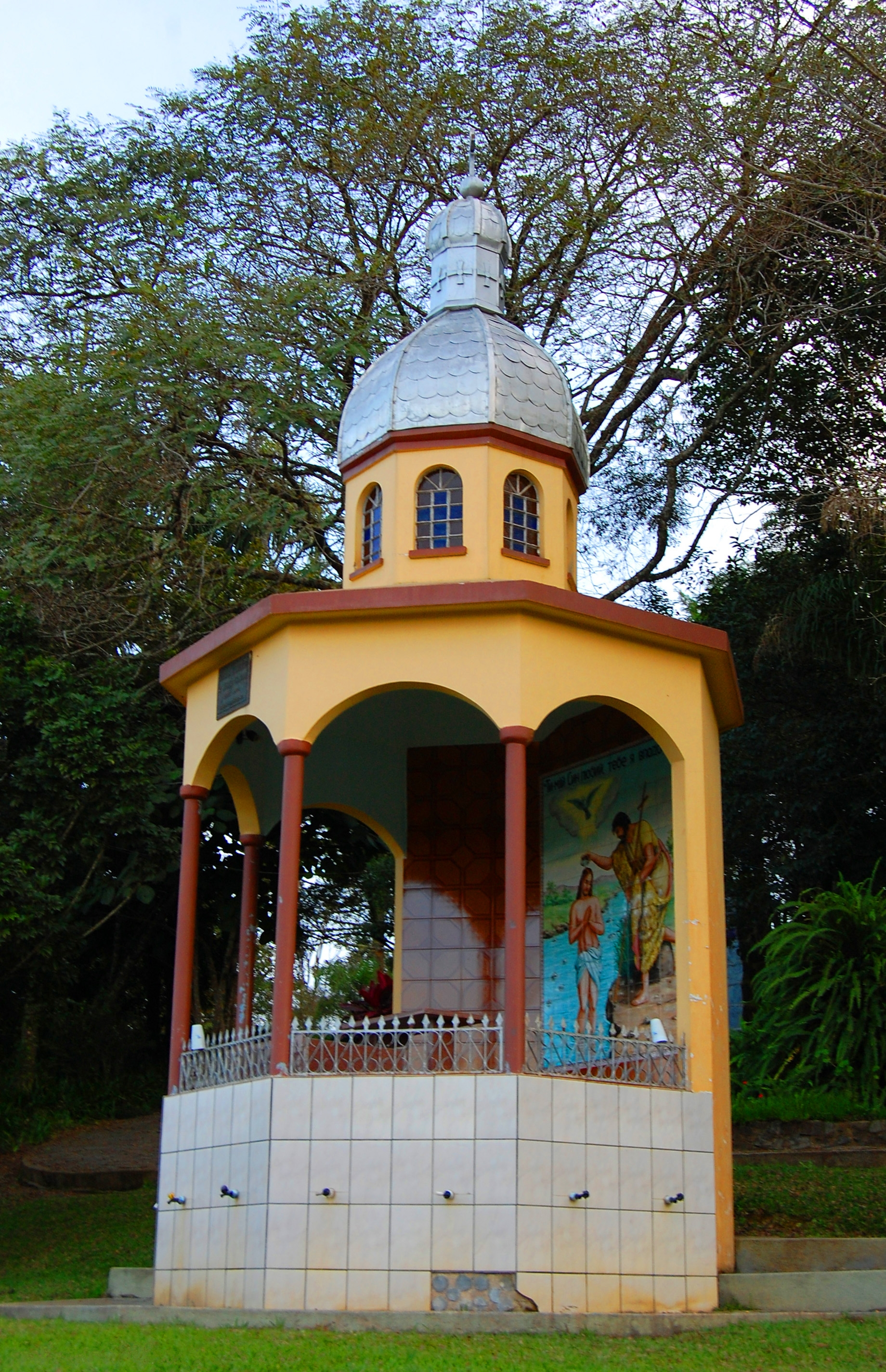
Coreto da Igreja da Sagrada Família
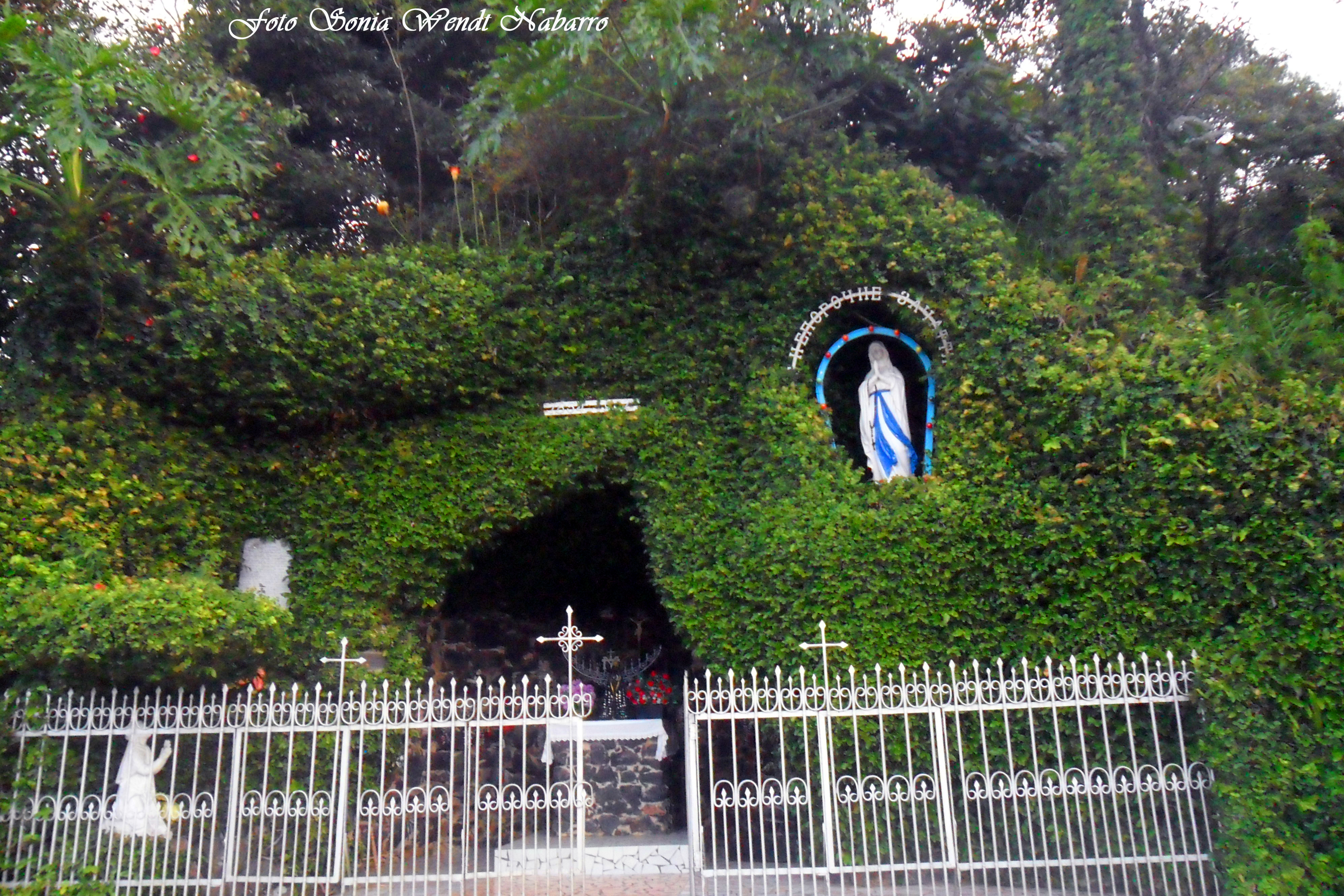
Gruta de Nossa Senhora de Lourdes
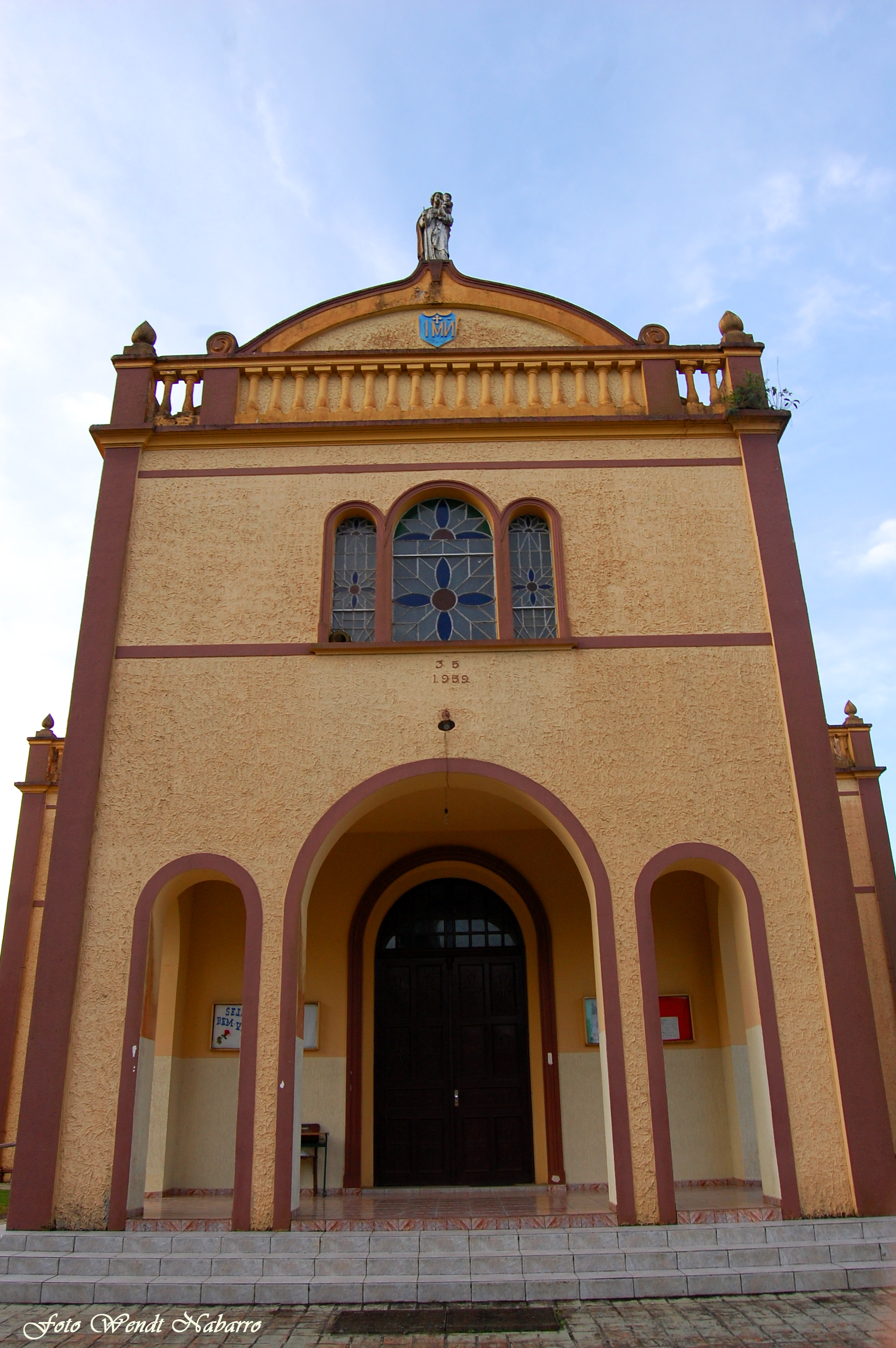
Vista frontal da Igreja da Sagrada Família